# Lindt
«Lindt» — швейцарська компанія, виробник шоколаду та інших кондитерських виробів, а також фірмова мережа магазинів та кафе з реалізації цієї продукції. Повне найменування — Lindt & Sprüngli AG.

## Історія
Історія компанії починається з 1845 року, коли Давид Шпрюнглі-Шварц зі своїм сином Рудольфом Шпрюнглі-Амманом відкрив невеликий кондитерський магазин у Цюріху, який за два роки після цього був розширений для виробництва твердого шоколаду.

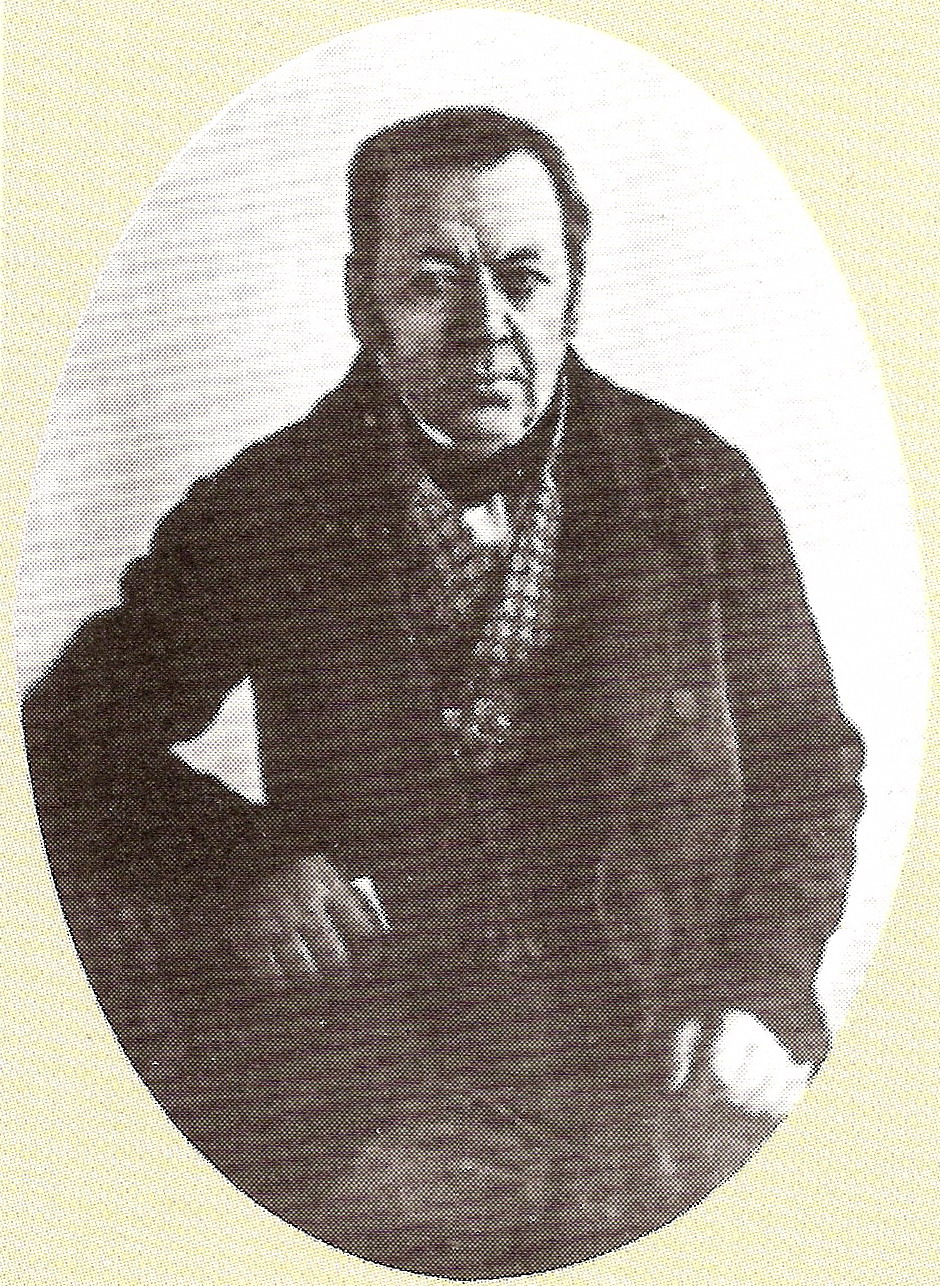
Давид Шпрюнглі

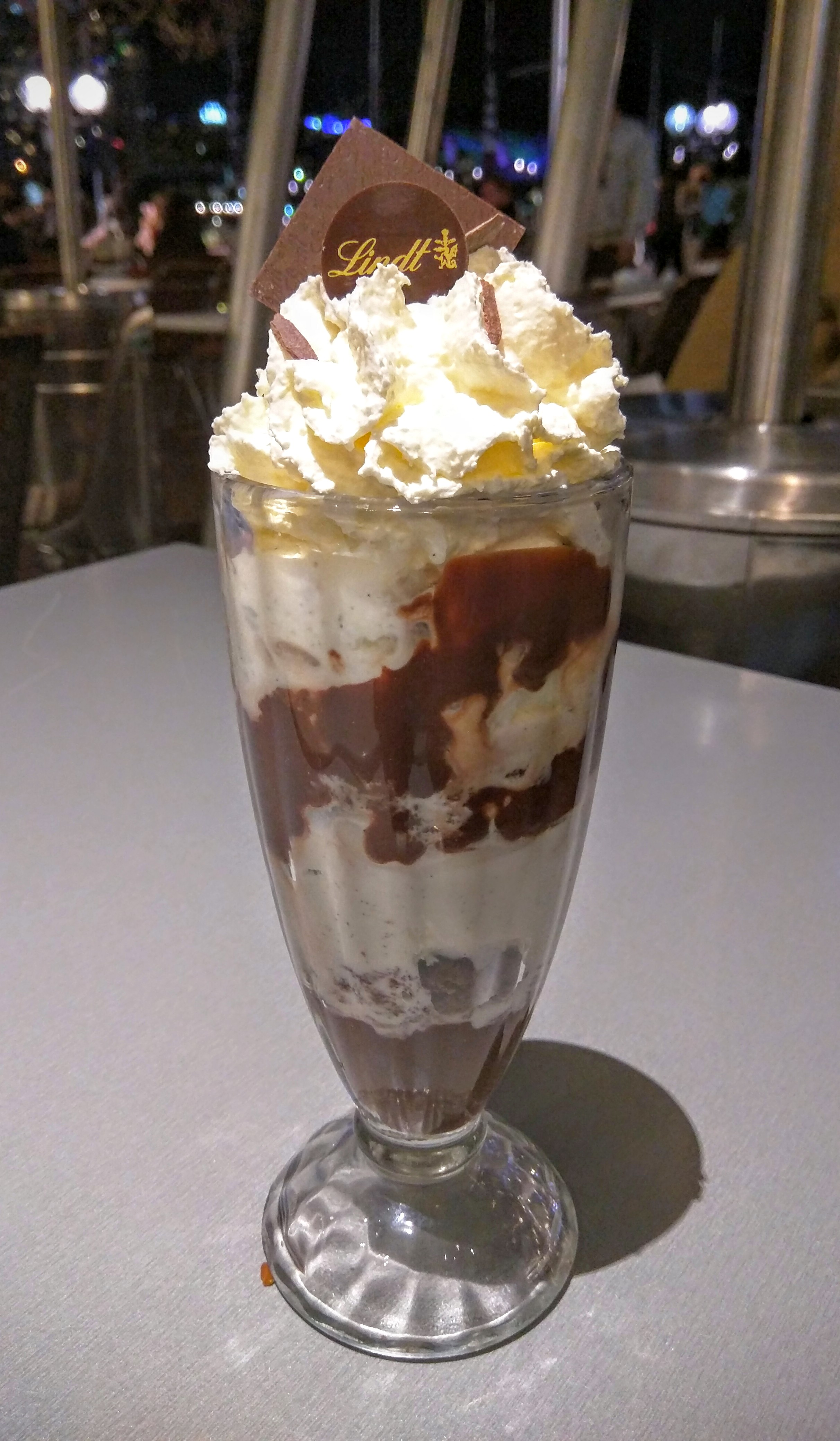
М'який десерт

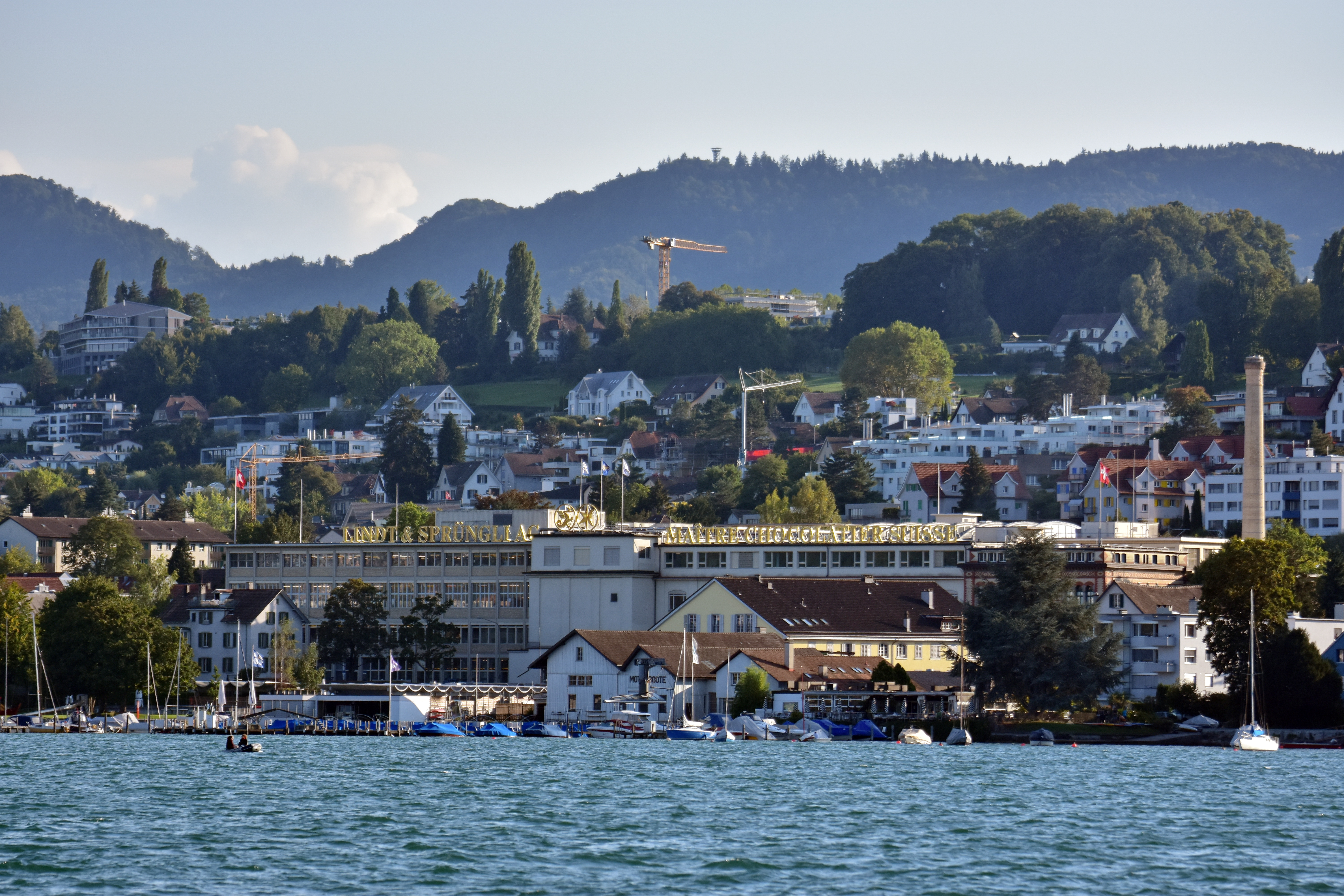
Штаб-квартира та головна фабрика у Кільхберзі

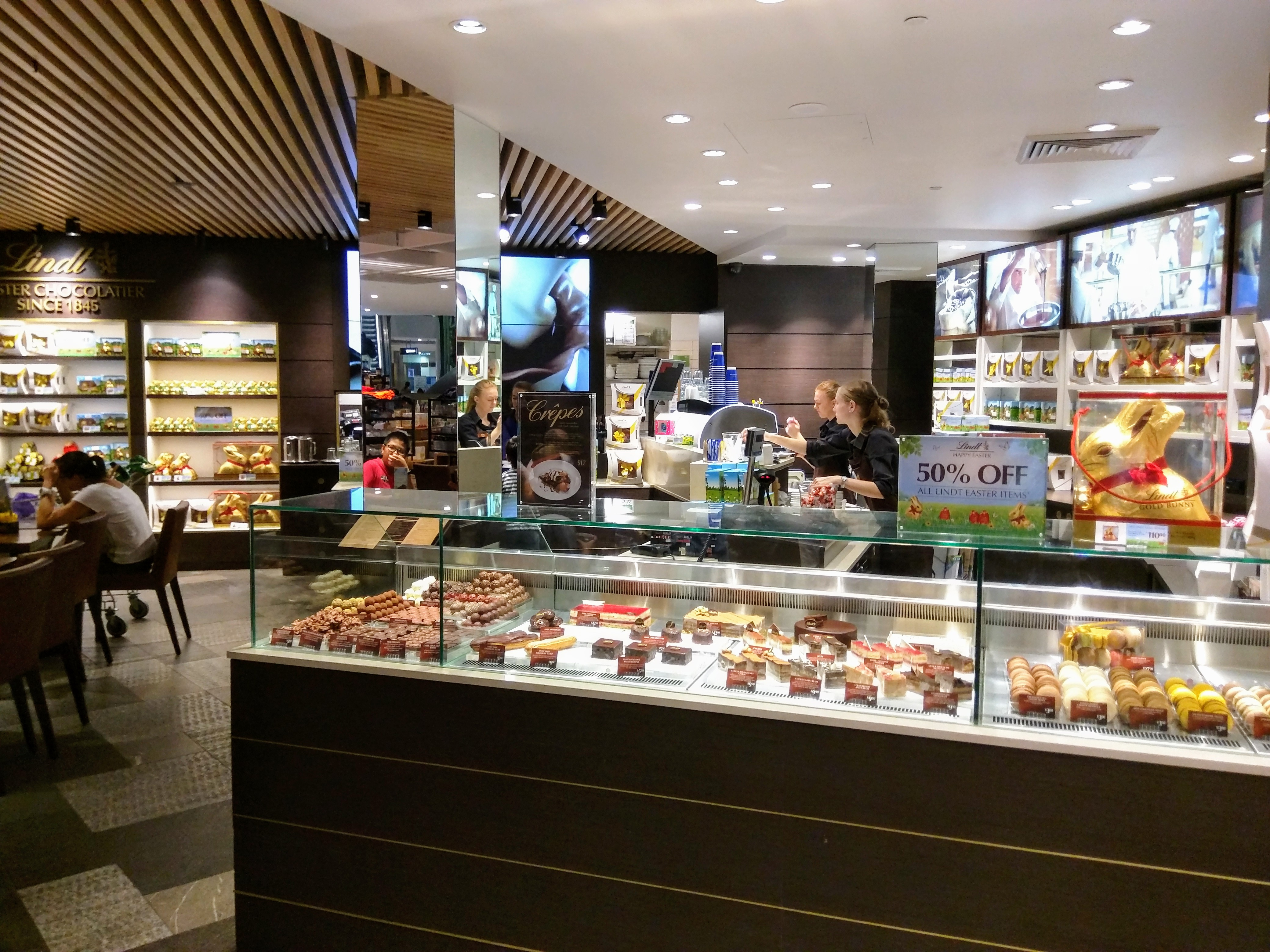
Фірмовий магазин (Міранда)

Після відходу Рудольфа Шпрюнглі-Аммана в 1892 році підприємство було розділене між його двома синами: молодший Давид Роберт отримав два кондитерські магазини (які мали назву Confiserie Sprüngli), а старший Йоганн Рудольф — шоколадну фабрику. У 1899 Рудольф розширив виробництво і перейменував фабрику в Chocolat Sprüngli AG. Цього ж року він придбав шоколадну фабрику Рудольфа Ліндта з Берна, після чого компанія отримала нову назву United Bern and Zurich Lindt & Sprungli Chocolate Factory Ltd.
У 1994 році компанія викупила австрійську шоколадну компанію Hofbauer, її бренд Küfferle також став належати компанії Lindt. У 1997 році була придбана італійська шоколадна компанія Caffarel, а 1998 — американська Ghirardelli, унаслідок чого відомий тільки в США бренд Ghirardelli був виведений на міжнародний ринок.
17 березня 2009 року компанія Lindt оголосила про закриття 50 із 80 роздрібних магазинів у США через зменшення попиту на продукцію внаслідок кризи.
У 2008 році після смерті Рудольфа Шпрюнглі компанія стала власністю його вдови Олександри Шпрюнглі, до шлюбу Гастенбайн, молодшої за нього на 28 років. Олександра Шпрюнглі померла 6 січня 2012 року у віці 63 років, її тіло виявили на власній віллі у швейцарському містечку Ароза. Інформації про спадкоємців родини Шпрюнглі станом на 2013 рік не було.
Виробничі потужності компанії знаходяться у Швейцарії, Німеччині, Франції та Ханти-Мансійську (РФ).

## Продукція
Крім власне шоколаду, який вважається одним із найякісніших у світі, компанія також випускає шоколадні та інші цукерки, а також деяку іншу кондитерську продукцію.
Lindor — найвідоміша продуктова лінійка фабрики, цукерки цієї марки складаються із твердої оболонки і м'якої начинки.
Частина продукції (цукерки та дрібні шоколадні плиточки) відмінно упаковуються у фірмові сувенірні бідончики, скриньки тощо.
Продукція реалізується як у мережі фірмових магазинів та кафе, так і постачається в інші магазини.

## Вихід із Росії
На початку березня 2022 року компанія оголосила про зупинку поставок до Росії та тимчасове закриття всіх 9 магазинів.
16 серпня 2022 року компанія оголосила про повний вихід з російського ринку. У компанії заявили, що підтримають співробітників у Росії і діятимуть відповідно до місцевого законодавства.